# Stade Marcel-Tribut
Das Stade Marcel-Tribut ist ein Fußballstadion in der französischen Hafenstadt Dunkerque (deutsch Dünkirchen), Département Nord in der Region Hauts-de-France an der Nordspitze des Landes. Der Fußballverein USL Dunkerque hat hier seine sportliche Heimat.

## Geschichte
Das 1933 eröffnete Stadion wurde im Zweiten Weltkrieg zerstört. Von 1957 bis 1967 wurde es mit 12.000 Plätzen komplett wieder aufgebaut. Heute bietet es noch 5.000 Plätze. Die Sportstätte hat zwei Tribünen längs des Platzes. Der erste Zuschauerrang wurde 1957/58 errichtet; die zweite Tribüne in den 1960er Jahren. Neben der Arena liegt der 2004 eröffnete Kunstrasenplatz Jean Rouvroy; benannt nach dem früheren Präsidenten (1954–1996) des Vereins. Die Anlage liegt in einem Sportpark mit der Sporthalle Dewerdt, in der die Handballmannschaft des Vereins spielt. Daneben gibt es eine weitere Sporthalle, ein Fitnessstudio und Tennisplätze.
Im Januar 2017 wurden Pläne für einen Stadionumbau veröffentlicht. Am 15. Januar 2018 begannen die Umbauarbeiten zur Modernisierung des Stadions. Anfang Februar des Jahres erfolgte der Abbau der Südtribüne. Die ehemalige Stehtribüne im Westen wird für einen neuen Stadioneingang und ein Verwaltungsgebäude Platz machen. Damit die Fans der USL Dunkerque ihre Mannschaft weiter unterstützen können, wird die Nordtribüne erst nach Fertigstellung der Südtribüne abgerissen. Dies soll im August 2019 der Fall sein. Der neue Rang im Norden soll 2.380 Sitzplätze und ebenfalls 50 behindertengerechte Plätze bieten. Die Kosten für den Umbau sind auf 14 Mio. Euro veranschlagt. Nach dem Umbau soll das Stade Marcel-Tribut rund 5.000 überdachte Plätze bieten.